# Alphecca
Alphecca (α Coronae Borealis, zkráceně Alpha CrB, α CrB) je zákrytová proměnná hvězda typu Algol v souhvězdí Severní koruny. Název Alphecca je oficiální název hvězdy schválený Mezinárodní astronomickou unií a pochází z arabského nayyir al-fakka , což by se dalo přeložit jako „jasná (hvězda) z rozlomeného prstence hvězd (koruny)“. Starší jméno Gemma pochází z latiny a je zřejmě odvozeno od centrálního umístění hvězdy v půlkruhu, což je „drahokam v koruně“. 
Hvězda je vzdálena od Země 75 světelných let a má dvě složky o spektrálních třídách A0V a G5V. Alphecca je zákrytová proměnná hvězda typu Algol. Její jasnost se mění v periodě 17,36 dne mezi +2,21 mag až +2,32 mag, což je pouhým okem sotva postřehnutelné.
Alphecca mimo jiné patří k pohybové skupině Velké medvědice, má podobný vlastní pohyb jako část hvězd souhvězdí Velké medvědice a je s nimi vývojově příbuzná.
Hlavní složka dvojhvězdy je bílá hvězda hlavní posloupnosti, její svítivost je 60krát větší než svítivost Slunce. Povrchová teplota hvězdy je přibližně 9 500 Kelvinů a dle novějších výzkumů je její průměr 2,9krát větší než průměr Slunce.